# 千葉泰樹
千葉 泰樹（ちば やすき、1910年（明治43年）6月24日 - 1985年（昭和60年）9月18日）は、日本の映画監督。

## 来歴・人物
清国時代の満洲・長春出身。1928年（昭和3年）に兵庫県立神戸商業学校を卒業後、阪妻立花ユニヴァーサル聨合映画に助監督として入社。翌1929年（昭和4年）に河合映画巣鴨撮影所に移籍して、1930年（昭和5年）に『蒼白き人々』で監督デビューする。
初期は時代劇映画を多く撮り、富国映画社、台湾プロダクションを経て、日活入社。この頃から現代劇も多く手掛けるようになり、更に南旺映画に移ってスラム街に住む日本人職工と在日朝鮮人との交流を描く問題作『煉瓦女工』を手掛ける。この作品は検閲で不許可となり、更に南旺映画解体の原因ともなる（映画は終戦後の1946年（昭和21年）に公開）。
戦時中は大映東京撮影所に所属、1947年（昭和22年）にフリーとなり、日本映画史上初のキスシーンを描いた『或る夜の接吻』を撮って大ヒットとなる。続いて新東宝で大河内傳次郎主演の『幸福への招待』と『生きている画像』を作り、松竹京都では美空ひばり主演の『泣きぬれた人形』を、更に東映東京でサラリーマン喜劇のプロトタイプとも呼ぶべき『サラリーマン・目白三平』シリーズ（東宝でもシリーズ作品が作られた）、東宝で社長シリーズの第一作『へそくり社長』を成功させてヒットメーカーとしての地位を確立する。1956年（昭和31年）以降は東宝の専属監督として、実在した株の相場師の一代記である『大番』シリーズ、短編シリーズ「ダイヤモンド・シリーズ」の『鬼火』、『下町(ダウンタウン)』、更に戦後の李香蘭を生み出そうとして作り出されたスター・尤敏（ユーミン）主演の『香港の夜』、『ホノルル・東京・香港』など次々とヒット作を量産する。1969年（昭和44年）、森繁久弥主演『水戸黄門漫遊記』撮影中に心臓発作で倒れ、映画監督を引退した。
1965年（昭和40年）開始のテレビ青春学園シリーズ『青春とはなんだ』（東宝製作、日本テレビ系列放送）をはじめとするシリーズでは監修を務め、このシリーズから松森健、児玉進、竹林進、高瀬昌弘、小松幹雄らといった弟子たちを監督デビューさせた。69年の監督引退後も『飛び出せ!青春』や『われら青春!』まで監修を務めている。
その職人的な手堅い演出については、南旺映画消滅の頃から千葉をしばしば起用していた東宝の藤本真澄プロデューサーの信頼も厚く、東宝に移籍してからの千葉は、藤本製作作品に欠かせない監督となった。1964年頃に藤本が東宝の映画監督を野球チームの打順になぞらえた時に、千葉は1軍の1番バッターに挙げられてもいる。ちなみにクリーンナップには、成瀬巳喜男、黒澤明、稲垣浩が当てられていた。
東宝が社運をかけたヒットシリーズの合間には『二人の息子』や『鬼火』など、現実社会の醜悪な部分に目を向ける容赦のないシリアスドラマを手掛けたことでも知られる。また、成瀬巳喜男復活の契機となった『めし』は、元々千葉が監督するはずの作品だったが、千葉が病気降板したために成瀬に監督が回ったものである。

## 監督作品

### 河合映画時代
- 蒼白き人々（1930年）
- 素浪人商売往来（1930年）
- 国定忠治・関東大殺篇（1930年）
- 天保夜鴉伝（1930年）
- 遊興白浪噺（1930年）
- おさらば伝次（1930年）
- おしろい蜘蛛（1930年）
- 紅しがらみ（1931年）
- 矛盾（1931年）
- 人生膝栗毛（1931年）
- 箱根嵐男の旅（1931年）
- 仇三味線（1931年）
- 侠骨伊達比べ（1931年）
- 碓氷山塞秘話・松山お奈美（1931年）
- 松山お奈美・後日譚（1931年）
- 血河（1931年）
- 天下の武士（1931年）
- 春秋長脇差（1931年）
- 鍔鳴り甲州路（1931年）
- 駕籠かき剣法（1931年）
- 燕お滝（1931年）
- 股旅仁義（1931年）
- 田舎娘手練の早業（1931年）
- 白狐（1932年）
- 金看板甚九郎（1932年）
- 水戸黄門（1932年）
- 伊達桜（1932年）

### 富国映画時代
- 安政大獄（1932年）

### 台湾プロ時代
- 義人呉鳳（1932年）
- 怪紳士（1933年）

### 日活（太秦・多摩川）時代
- 恋の踊子（1933年）
- 僕の青春（1933年）
- 悲恋の炎（1934年）
- 柔道選手の恋（1934年）
- 嬉しい娘（1934年）
- 愛は輝く（1934年）
- 芸者三代記「明治篇」（1934年）
- 日本ここにあり（1934年）
- 赤ちゃんと大学生（1935年）
- ジャック喧嘩帖（1935年）
- 魔風恋風（1935年）
- 恋女房（1935年）
- たのしき別れ路（1935年）
- あなたと呼べば（1936年）
- 恋は雨に濡れて（1936年）
- 昇給酒合戦（1936年）
- 女の階級（1936年）
- うちの女房にゃ髭がある（1936年）
- 恋愛べからず読本（1937年）
- あヽそれなのに（1937年）
- 母校の花形（1937年）
- 宝島総動員（1937年）
- 国境の風雲（1937年）
- 軍神乃木さん（1937年）
- 美しき鷹（1937年）
- あたし幸福よ（1937年）
- まごころ万才（1938年）
- 人は若者（1938年）
- 人生劇場・残侠篇（1938年）
- 杉狂の催眠術（1938年）
- 女性行路（1938年）
- 貞操の証（1938年）
- 地上天国（1939年）
- 道化の町（1939年）
- 花園の天使（1939年）
- 姉さんのお嫁入り（1939年）

### 南旺映画時代
- 空想部落（1939年）
- 秀子の應援團長（1940年）
- 彦六なぐらる（1940年）
- 煉瓦女工（1940年製作・1946年公開）
- 幡随院長兵衛（1940年）
- 女性新装（1941年）
- 白い壁画（1942年）※東宝

### 大映時代
- 海猫の港（1942年）
- 青空交響楽（1943年）
- 血の爪文字（1943年）
- 姿なき敵（1945年）
- 瓢箪から出た駒（1946年）
- 或る夜の接吻（1946年）
- 花咲く家族（1947年）

### フリー時代
- 幸福への招待（1947年）※新東宝
- 美しき豹（1948年）※大映東京
- 生きている画像（1948年）※新東宝
- 新妻会議（1949年）※東横映画
- 女の闘い（1949年）※新東宝
- 仮面舞踏会（1949年）※東横映画
- 東京無宿（1950年）※大泉
- 妻と女記者（1950年）※新東宝
- 山の彼方に・前後篇（1950年）※藤本プロ
- 夜の緋牡丹（1950年）※銀座プロ
- 若い娘たち（1951年）※東宝
- 泣きぬれた人形（1951年）※松竹京都

### 東宝時代
- 若人の歌（1951年）
- 慶安秘帖（1952年）
- 金の卵（1952年）
- 東京の恋人（1952年）
- 丘は花ざかり（1952年）
- ひまわり娘（1953年）
- 愛情について（1953年）
- 幸福さん（1953年）
- 今宵ひと夜を（1954年）※宝塚映画
- かくて夢あり（1954年）※日活
- 悪の愉しさ（1954年）※東映東京

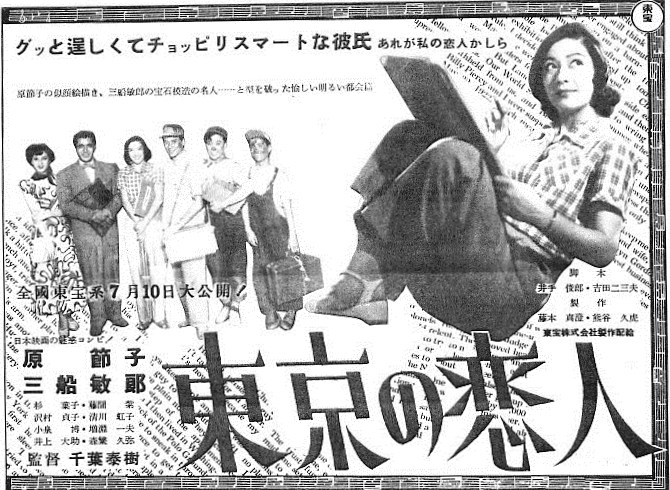
『東京の恋人』（1952年）

- まごころの花ひらく・女給（1955年）※東映東京
- サラリーマン・目白三平（1955年）※東映東京
- アツカマ氏とオヤカマ氏（1955年）※新東宝
- サラリーマン・続目白三平（1955年）※東映東京
- へそくり社長（1956年）
- 続へそくり社長（1956年）
- 鬼火（1956年）
- 好人物の夫婦（1956年）
- おかしな奴（1956年）
- 大番（1957年）
- 続大番・風雲篇（1957年）
- 下町（1957年）
- 続続大番・怒濤篇（1957年）
- 弥次喜多道中記（1958年）
- 大番・完結篇（1958年）
- 弥次喜多道中双六（1958年）
- 狐と狸（1959年）
- 若い恋人たち（1959年）
- 羽織の大将（1960年）
- がめつい奴（1960年）
- 銀座の恋人たち（1961年）
- 香港の夜（1961年）
- 二人の息子（1961年）
- 香港の星（1962年）
- 河のほとりで（1962年）
- 女に強くなる工夫の数々（1963年）
- 大番・総集篇（1963年）
- ホノルル・東京・香港（1963年）※香港キャセイ・オーガニゼーションと東宝の合作。
- みれん（1963年）
- 裸の重役（1964年）
- 団地七つの大罪（1964年）※東京映画。筧正典と共同監督。
- バンコックの夜（1966年）
- 沈丁花 (1966年)
- 春らんまん（1968年）
- 河内フーテン族（1968年）※宝塚映画
- 若者よ挑戦せよ（1968年）
- 水戸黄門漫遊記（1969年）
- 飛び出せ!青春（1973年）※テアトロプロ。監修のみ。